# Jan Breyne
Jan Breyne (Ieper, 3 januari 1950) is een Belgische ambtenaar, die actief was in de stad Ieper en later bij de Belgische federale overheid. Hij is de broer van Paul Breyne, gouverneur van de provincie West-Vlaanderen, Pierre Breyne en Toon Breyne.

## Ieper
Breyne behaalde aan de Katholieke Universiteit Leuven het diploma van licentiaat in de sociologie en ging aan de slag bij het stadsbestuur van Ieper. Van 1972 tot 1983 was hij diensthoofd bij de toeristische dienst en vanaf 1983 afdelingschef burgerzaken en informatie. In 1989 werd hij stadsontvanger van Ieper, om er ten slotte stadssecretaris te worden in 1997.
Vanaf 2009 ging hij deeltijds werken op het kabinet van zijn stadsgenoot en premier Yves Leterme. Na zijn pensionering als stadssecretaris in februari 2010 werd hij aangesteld tot federaal coördinator van de herdenkingen rond de Eerste Wereldoorlog, die plaatsvonden in de periode van 2014 tot 2018. Zijn opdracht liep in maart 2012 af door de benoeming van zijn broer Paul tot commissaris-generaal voor de Oorlogsherdenking.
Jan Breyne was van 2005 tot 2010 tevens algemeen voorzitter van de Vlaamse Federatie van Gemeentesecretarissen (VFG).
In juni 2012 stelde hij zich kandidaat voor de CD&V/N-VA voor de gemeenteraadsverkiezingen van Ieper op 14 oktober 2012. Hij werd verkozen en werd fractieleider voor zijn partij in de gemeenteraad.
In oktober 2018 stelde hij zich opnieuw kandidaat voor de gemeenteraadsverkiezingen, deze keer voor een zuivere CD&V lijst nadat N-VA het kartel had opengebroken. Deze verkiezingen werden voor de CD&V geen succes, na 127 jaar aan de macht werden ze verwezen naar de oppositiebanken.
Hij heeft zich altijd actief ingezet voor 'Ieper Vredesstad'. Zo speelde hij een prominente rol bij de oprichting van een Vredesdienst binnen de Ieperse stadsadministratie. Hij is vandaag nog ondervoorzitter van de Vrienden van het In Flanders Fields Museum en hoofdredacteur van het tijdschrift 'VIFF-magazine'.